# ウェブ魚拓
ウェブ魚拓（ウェブぎょたく）とは、Webページのスナップショットを保存できるアーカイブサイトである。

## 概要
新聞社などニュースサイトの記事を引用・リンクした場合、時間の経過（社や内容にもよるが、放送局では数時間、新聞社ではおおよそ1週間から1ヶ月程度）により、引用・リンク元の記事ページが削除され、デッドリンク（リンク切れ）となるため利用者や閲覧者にとって不便であった。典型的な例として2005年日本国際博覧会の期間中、主要各紙サイトでは万博特集コーナーが設けられていたが、2007年5月時点ではいずれも削除されている（地元紙のためか、最後まで残っていた中日新聞も2007年4月のリニューアルで削除）。2007年時点で例外的に過去の記事が保存されているニュースサイトはインプレスのPC Watchなど一部の専門的なものに限られ、非常に少ない。かつては毎日新聞や産経新聞も自社ウェブサイトを開設した1996年頃からの掲載記事を保存していたが、廃止された。ネット上にてリンク切れとなった過去の記事内容を閲覧する方法としては、商用の記事検索サービスもある。
ウェブ魚拓のキャッシュ機能を利用してサイト（記事ページ）の内容を保存していれば、引用・リンク元のページが消えたとしてもウェブ魚拓のキャッシュから当時の記事を見ることができる。有料会員であれば自分のサーバーに保存し非公開化も可能となる。
弁護士の証拠保全など業務での利用もあるという。
インターネットアーカイブと異なりクローラを使って自律的に自動で片っ端から集めるのではなく、利用者が目的のURLを入力して保存する形式である。また、ウェブ魚拓では画像データなどのデータも保存されるので、ほぼ完全にページの内容を再現することができる。ただし、ウェブ魚拓によるアクセスを遮断しているサイトもある。
創業者の新沼大樹は、社民党のサイトから北朝鮮拉致問題否定の内容が突然消えたことをきっかけに開発を始めた。サーバは、2010年まではシリコンバレーに設置の専用サーバを借りていたが、国内のサーバに切り替えるなどバックエンドは随時更新されている。
2010年11月12日、バックアップ処理の誤動作で2007年前半以前の魚拓のファイルが失われたことが明らかにされた。
2017年4月7日には取得禁止タグでnoindexを対象としていたが、noarchiveも追加されたと公表している。この措置は2023年7月27日にnoarchiveのみを取得禁止に変更された。

## 企業
株式会社アフィリティーはゲーム開発なども行っている。
本社はかつて宮城県仙台市にあったが、現在は新沼の妻の実家が経営する愛知県のレストランに移転している。